# 家住勝彦
家住 勝彦（いえずみ かつひこ、1980年6月15日 - ）は、日本の男性元プロボクサー。東京都江戸川区出身。第30代OPBF東洋太平洋ライトフライ級王者。レイスポーツボクシングジム所属。

## 来歴
中学校3年生の時にレイスポーツジムに入門し、ボクシングを始める。1997年11月14日、後楽園ホールでのプロデビュー戦は初回負傷引分となった。1998年は新人王戦に出場し、5勝 (4KO) を上げて決勝戦に進出したが、11月8日の第55回東日本ライトフライ級新人王トーナメント決勝戦で大和田智士（北澤）に判定負けを喫した。2000年10月20日、第14回KSD杯争奪A級トーナメントフライ級決勝でトラッシュ中沼（国際）と対戦し、3RTKO負けを喫した。
2001年3月6日、大関一郎（協栄）との8回戦には8RDQ（反則による失格）勝利となった。同年7月24日、畠山昌人（協栄札幌赤坂）との8回戦に判定勝利を収めたが、10月29日の畠山との再戦には8RTKO負けを喫した。2002年6月23日にはツインメッセ静岡での増田信晃（駿河）との10回戦に0-2の判定負けを喫した。この後6年5か月あまりの間、主に日本・タイの選手と対戦を重ね、2引分を挟んで14連勝 (11KO) を上げた。
2003年11月12日、榎本信行（三迫）との8回戦は0-0の判定引分となった。2004年7月13日、今宮佑介（古口）との8回戦は3-0の判定勝利。2005年7月7日、今宮との2度目の8回戦にも3-0の判定勝利を収めた。2006年12月11日、チャナ・ポーパオイン（タイ）とライトフライ級10回戦を行い、三者三様（97-94、95-96、96-96）の判定引分となった。 
2008年11月30日、沖縄コンベンションセンターで嘉陽宗嗣（白井・具志堅スポーツ）の持つ日本ライトフライ級王座に挑戦し、4RTKO負けを喫した。 
2009年7月16日、和田峯幸生（筑豊）が交通事故での負傷により休養中のため設けられたOPBF東洋太平洋ライトフライ級暫定王座決定戦を同1位として2位の山中力（帝拳）と争った。初回にダウンを奪われ、2Rにダウンを奪い返したものの4Rには2度目のダウンを喫したが、以降は山中を消耗させて連打をまとめ、8R2分49秒TKO勝利を収めて同王座を獲得し、所属ジム開設17年目で初の王者となった。家住はこの試合に対し、東日本ボクシング協会の平成21年7月度月間最優秀選手賞を受け、山中はこの試合を最後に現役を引退した。
同年12月8日、暫定王者として正規王者、和田峯幸生とのOPBF東洋太平洋ライトフライ級王座統一戦を後楽園ホールで行い、初回にダウンを2度奪うなどペースを握り3-0判定で下し、王座統一に成功した。この試合に対しては東日本協会の12月度月間敢闘賞を受けた。
2010年3月16日、14位のソフヤン・エフェンディ（インドネシア）と対戦し、5Rに偶然のバッティングでカットした右目上の傷が悪化して6Rに試合が止められ、2-0（58-56、58-56、57-57）の負傷判定勝利で王座統一後の初防衛に成功した。同年6月14日、下田市での走り込み合宿を経て臨んだ3度目の防衛戦では、WBA12位・WBC8位のOPBF王者として自身の王座だけを懸けてWBA9位・WBC9位で日本同級王者の宮崎亮（井岡）と対戦し、8RTKO負けを喫して王座を失った。
2010年12月8日、復帰戦を日本ミニマム級4位の久田恭裕（横浜さくら）と行い8R2-1判定勝。
2011年5月16日、当初は3月22日に行われる予定であったが、東日本大震災の影響で延期されていた後楽園ホールで行われた日本ライトフライ級王座決定戦で、日本1位の黒田雅之との試合。8RTKOで敗れタイトル奪取ならず。。この試合で引退。

## 獲得タイトル
- OPBF東洋太平洋ライトフライ級暫定王座（防衛0）
- 第30代OPBF東洋太平洋ライトフライ級王座（防衛1）